# فرانک بروملی
فرانک بروملی (انگلیسی: Frank Bromley؛ 1872 – ۱ اوت ۱۹۳۸) بازیکن فوتبال اهل بریتانیا بود.
از باشگاه‌هایی که در آن بازی کرده‌است می‌توان به باشگاه فوتبال ساوت‌همپتون اشاره کرد.